# Выдра, Вацлав (младший)
Вацлав Выдра (чеш. Václav Vydra; 25 октября 1902, Роуднице-над-Лабем, Австро-Венгрия — 19 июня 1979, Прага, ЧССР) — чешский и чехословацкий актёр театра и кино, театральный режиссёр, педагог. Заслуженный артист Чехословакии.

## Биография
Родился в семье народного артиста Чехословацкой Республики Вацлава Выдры (1876—1953).
Обучался в Торговой академии, которую не окончил и поступил в театральную труппу. Дебютировал на сцене Южночешского театра в Ческе-Будеёвице (1919—1920). В 1921—1951 годах был актёром пражского Театра на Виноградах, а с 1951 года — Муниципального театра Праги, где работал также режиссёром.
Поддерживал семейные актёрские традиции. Считается одним из выдающихся деятелей театральной жизни Чехословакии своего времени, сыграл ряд характерных драматических и комедийных ролей в пьесах чешского и мирового репертуара, сотрудничал с радио, телевидением, занимался дубляжем.
Известен, как чтец.
С 1921 до 1971 года снимался в кино. Принял участие в более чем 24 фильмах, в том числе немых.
С 1949 по 1951 год преподавал на театральном факультете Академии исполнительских искусств в Праге. После окончания Второй мировой войны стал членом Коммунистической партии Чехословакии.

## Избранная фильмография
- 1920 — Magdalena
- 1921 — Na vysoké stráni
- 1921 — Mnichovo srdce
- 1922 — Zlatý klíček
- 1922 — Láska slečny Věry
- 1925 — Josef Kajetán Tyl
- 1926 — Román hloupého Honzy
- 1932 — Sňatková kancelář
- 1937 — Žena na rozcestí
- 1937 — Advokátka Věra
- 1938 — Neporažená armáda
- 1940 — Přítelkyně pana ministra
- 1951 — Mikoláš Aleš
- 1952 — Mladá léta
- 1953 — Měsíc nad řekou
- 1954 — Nejlepší člověk
- 1954 — Ян Гус
- 1955 — Z mého života
- 1955 — Vzorný kinematograf Haška Jaroslava
- 1957 — Padělek
- 1958 — Zde jsou lvi
- 1958 — O věcech nadpřirozených
- 1960 — Чёрная суббота
- 1963 — Mykoin PH 510
- 1965 — Polka jede do světa
- 1967 — Malá Dorritka
- 1969 — Я убил Эйнштейна, господа
- 1969 — Popel
- 1970 — Žižkův meč
- 1971 — Touha Sherlocka Holmese